# Amalia Abad Casasempere
Amalia Abad Casasempere (ur. 11 grudnia 1897 w Alcoy, zm. 28 września 1936) – błogosławiona Kościoła katolickiego.

## Życiorys
Urodziła się w bardzo religijnej rodzinie. Pracowała w wielu apostolskich stowarzyszeniach. Będąc wdową sama wychowywała dwie córki. Została aresztowana za działalność w Akcji Katolickiej. Poniosła śmierć męczeńską w czasie wojny domowej w Hiszpanii. Jest jedną z ofiar antykatolickich prześladowań religijnych tego okresu.
Amalię Abad Casasempere beatyfikował Jan Paweł II w dniu 11 marca 2001 roku jako męczennicę zamordowaną z nienawiści do wiary (łac. odium fidei) w grupie 232 towarzyszy Józefa Aparicio Sanza.